# Ditrichophora olivacea
Ditrichophora olivacea är en tvåvingeart som först beskrevs av Becker 1896.  Ditrichophora olivacea ingår i släktet Ditrichophora och familjen vattenflugor. Inga underarter finns listade i Catalogue of Life.